# Edith Johnson

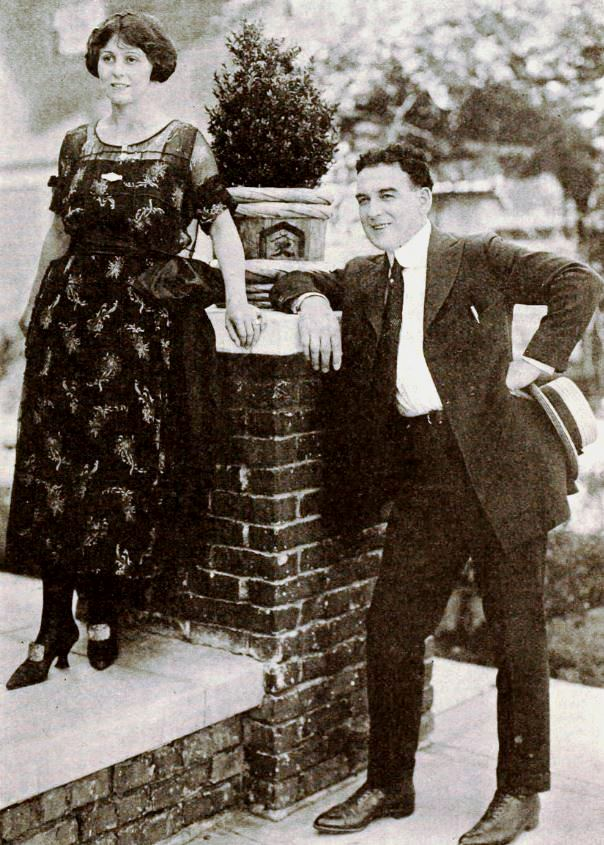
Edith Johnson e William Duncan, em frente de sua casa, p. 79 de 4 de agosto de 1920, Exhibitors Herald. Nessa época, estavam começando seu trabalho no seriado Fighting Fate, e casariam em 1921

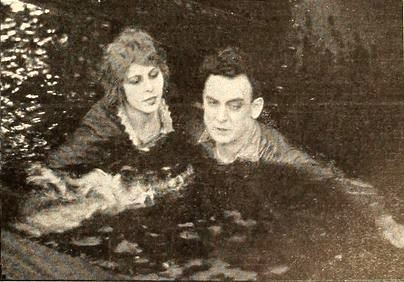
William Duncan e Edith Johnson no seriado Smashing Barriers, de 1919.

Edith Johnson (10 de agosto de 1894 – 6 de setembro de 1969) foi uma atriz de cinema estadunidense da era do cinema mudo, que atuou em 66 filmes entre 1913 e 1924.

## Biografia
Edith Johnson nasceu em Rochester, Nova Iorque. A sorte de ser descoberta ocorreu por causa de seu crescimento em Rochester, a casa da Eastman Kodak Co.. Sua beleza resultou em seu ser escolhida pela Kodak como “The Kodak Girl”, com seu rosto aparecendo em praticamente todos os jornais e revistas nos anúncios da Kodak, levando-à ser chamado “a menina mais fotografada do mundo”, ainda antes de terminar os estudos.
Sua celebridade resultou no oferecimento de um contrato de cinema pela Selig Polyscope Company, que ela aceitou logo após se formar no Colégio Vassar. Seus primeiros filmes foram com o ator William Duncan, com quem se casou.

## Carreira cinematográfica
Seus primeiros filmes, realizados para a Selig Polyscope Company, foram curta-metragens, e era creditada como Miss Johnson. O primeiro foi o curta-metragem Dixieland, lançado em 16 de abril de 1913.
Após vários filmes para a Selig, ela partiu de navio para a costa oeste, para entrar na Universal Pictures em 1916. Sua estadia de dois anos lá terminou quando ela se mudou para a Vitagraph Studios. Ela começou a fazer seriados ao lado de seu marido, que além de estrelar, também dirigiu, para a Vitagraph e também para a Universal.
Os filmes foram bem sucedidos, mas Duncan e Johnson se irritaram sob a administração desastrada na Universal, e eles se aposentaram depois de seu último filme para o estúdio, em 1924, Wolves of the North. Eles passaram a se apresentar em vaudevilles, juntos, por um tempo e, em seguida, resolveram constituir uma família.
Duncan, posteriormente, atuou em vários papéis no cinema, principalmente como o ajudante de Hopalong Cassidy, Buck Peters, porém Edith não desejava mais voltar aos filmes. Seu último filme foi o seriado Wolves of the North, ao lado de William Duncan, em 1924.

## Falecimento
William Duncan morreu em 8 de fevereiro de 1961, e Edith sobreviveu a seu marido por oito anos, morrendo em 1969, em Los Angeles, Califórnia, em decorrência dos ferimentos sofridos em uma queda. Foi sepultada no Inglewood Park Cemetery, em Los Angeles.

## Filmografia parcial
- Dixieland, 1913
- The Lure of the Windigo, 1914 (no Brasil, O Sedutor)
- Behind the Lines, 1916
- The Conspiracy (1916)
- Guilty, 1916
- The Scarlet Car, 1917
- A Fight for Millions, seriado, 1918
- Man of Might, seriado, 1919
- A Fight for Love, 1919
- Smashing Barriers, seriado, 1919
- The Silent Avenger, seriado, 1920
- Fighting Fate, seriado, 1921
- The Steel Trail, 1923
- The Fast Express, seriado, 1924
- Wolves of the North, seriado, 1924